# Necuke
A necuke (根付) a 17. században kialakított japán kisplasztikai műfaj, amely praktikus célokra szolgált (a szó a ne "gyökér" és a cuke "rögzíteni" összetételből ered). A hagyományos japán viseleten — mint a koszode és a kimonó — nem található zseb, viszont a viselőiknek szükségük volt valamiféle tárolóra a személyes holmijaik, mint például a pipa, a dohány, a pénz, a pecsét és a gyógyszer számára. Ezt úgy oldották meg, hogy az ilyen tárgyakat a selyemövükhöz (obi) zsinórral függesztett tárolókba (szagemonó) helyezték. Ezek a tárolók lehettek erszények, fonott kosárkák, de a legelterjedtebbek a részletesen megmunkált dobozok voltak (inró), amelyet a zsinóron csúsztatható odzsime nevezetű gyöngyök tartottak csukva. Bármilyen alakja is volt a doboznak, a rögzítő, ami a selyemövhöz erősítette a zsinórt, egy faragott gombszerű pecek, a necuke volt.
A necuke, csakúgy mint az inró és az odzsime, idővel a kizárólagosan haszonelvű eszközökből nagy művészi értékkel rendelkező és rendkívüli kézműves hozzáértésről tanúskodó darabok lettek. Ezen tárgyak kialakítási szempontjukból a történelemhez visszanyúlóan reflektálnak a japán folklór és életvitel sajátosságaira. A necukék készítésének virágkora az Edo-korra (1615–1868) tehető. Még ma is készülnek ilyen művek, amiket az Egyesült Királyságban, Európában, Amerikában és Japánban magas áron lehet beszerezni. Olcsóbb reprodukciók a múzeumokban és szuvenírboltokban is vásárolhatóak.
A tisztán dekoratív célokat szolgáló okimonók gyakran ugyancsak a necuke-készítőknek tulajdoníthatóak.

## Alakjuk

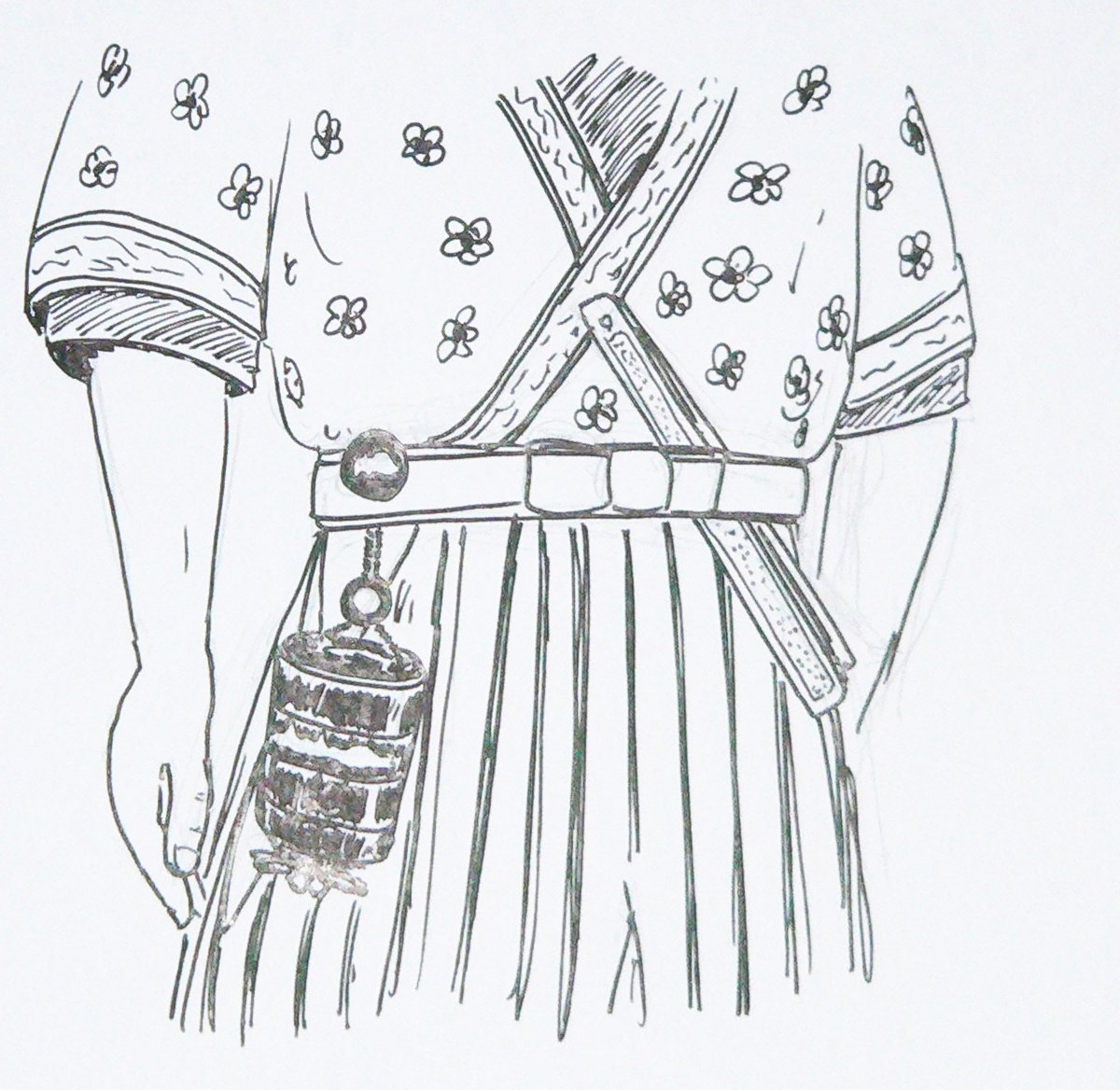
Ábra egy, a hakamájához necukével rögzített inrót viselő férfiról.

- Ábra egy, a hakamájához necukével rögzített inrót viselő férfiról.katabori-necuke (形彫根付) vagy "szobor-necuke": Ez necukék a legáltalánosabb előfordulása. Tömör, háromdimenziós, kör alakból kifaragott, általában 2,5 – 7,6 cm magas figurák.
- anabori-necuke (穴彫根付) vagy "vésett-necuke": A katabori egy alcsoportja, aminek a közepe üregessé van kivájva. Az effajta necukék leggyakoribb előfordulása kagylókban ölt formát.
- szasi-necuke (差根付): Ez a katabori egy megnyújtott fajtája, hasonló hosszúságúak, mint a faragott necukék megléte előtt elődeik helyett használt botok és lopótökök, vagyis kb. 15,5 cm hosszúak lehettek.
- obi-haszami: A necukék egy másik meghosszabbított formája, faragott felső- és alsó résszel. Ezek látszanak ki az obi felett és alatt, amennyiben a necukét az obi mögött viseljük.
- men-necuke (面根付) vagy "maszk-necuke": A katabori után a második legnagyobb kategória, amik gyakran életnagyságú nó-maszkok másai és ugyanazokkal jellemzőkkel bírnak, mint a katabori vagy a manju/kagamibuta necukék.
- mandzsú-necuke (饅頭根付): Vastag, lapos, kerek formájú darab, domborművekre jellemző véséssel, amit olykor két elefántcsont párból alakítottak ki. Neve a mandzsú nevezetű, szintén lapos és kerek japán édességre utal.
- (柳左根付): Szintén mandzsú alakú, ám díszítettségére a csipkézés jellemző,apró áttörésekkel.
- kagamibuta-necuke (鏡蓋根付): Ugyancsak mandzsú-formájú, viszont egy apró fémlemez van az általában elefántcsontból készült, érme alakú, lapos darabba foglalva. A fémlemez rendszerint ötvösségre jellemzően aprólékosan kidolgozott.

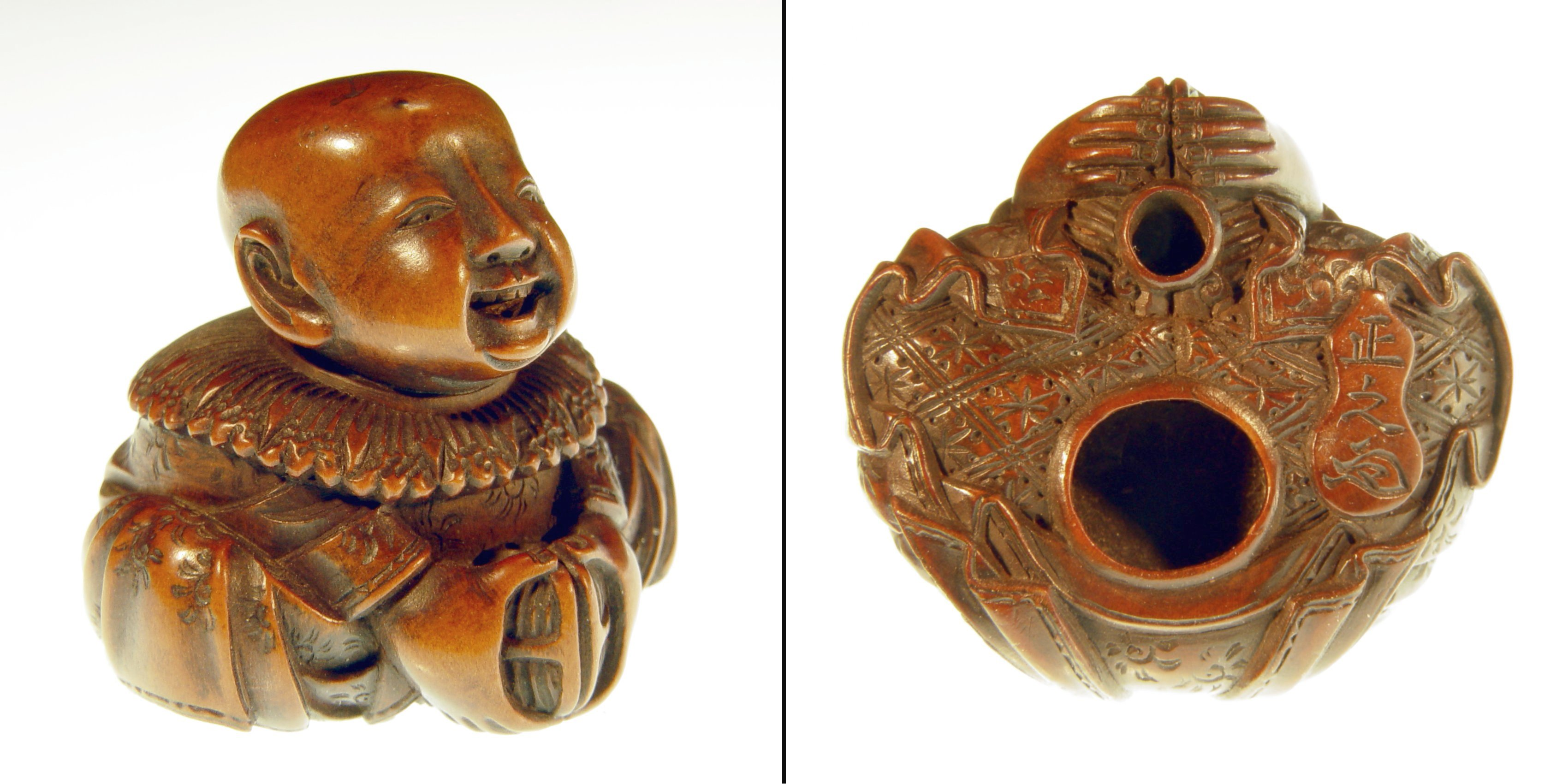
karakuri-necuke (からくり根付) vagy "trükkös-necuke": Bármilyen necuke, aminek valamely része mozog, vagy meglepetést okozva rejtve van.   - Katabori-necuke elől- és hátulnézet (két lyukkal a zsinór átfűzéséhez)
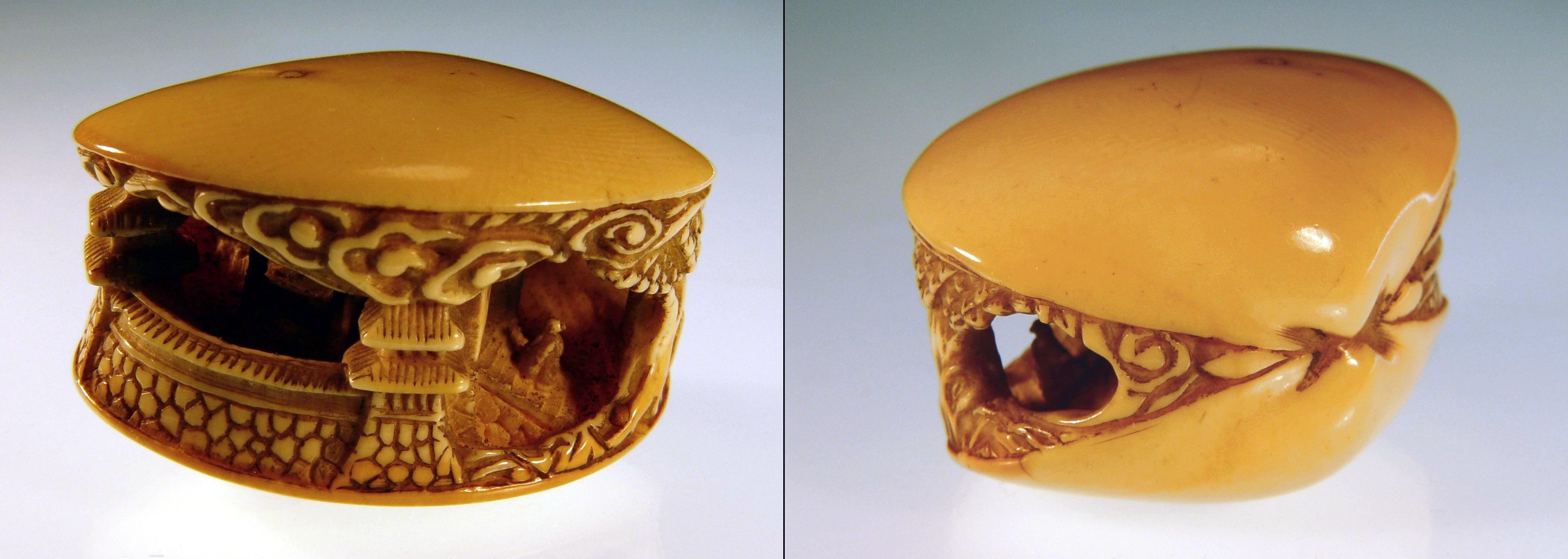
Anabori-necuke
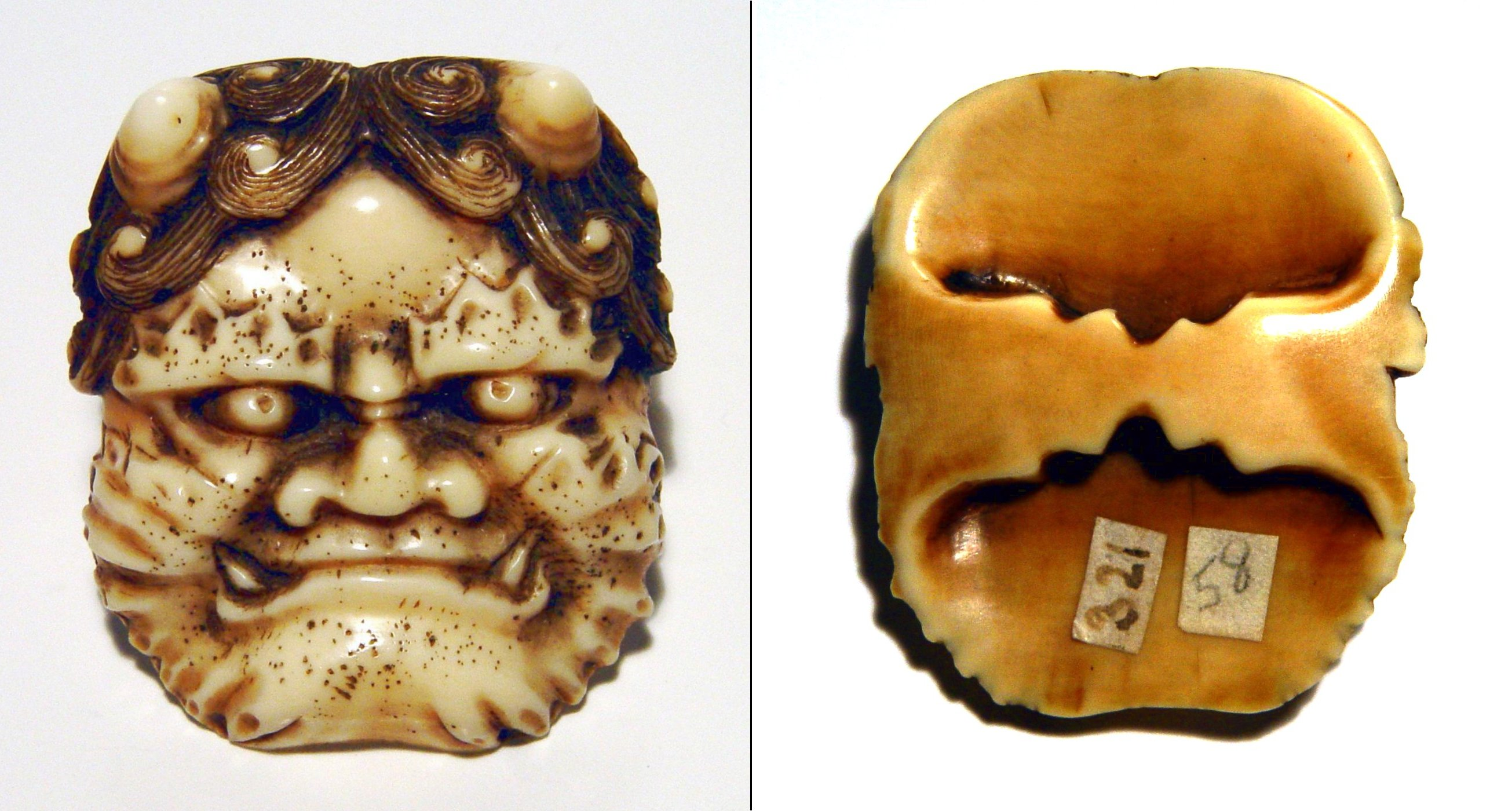
Men-necuke
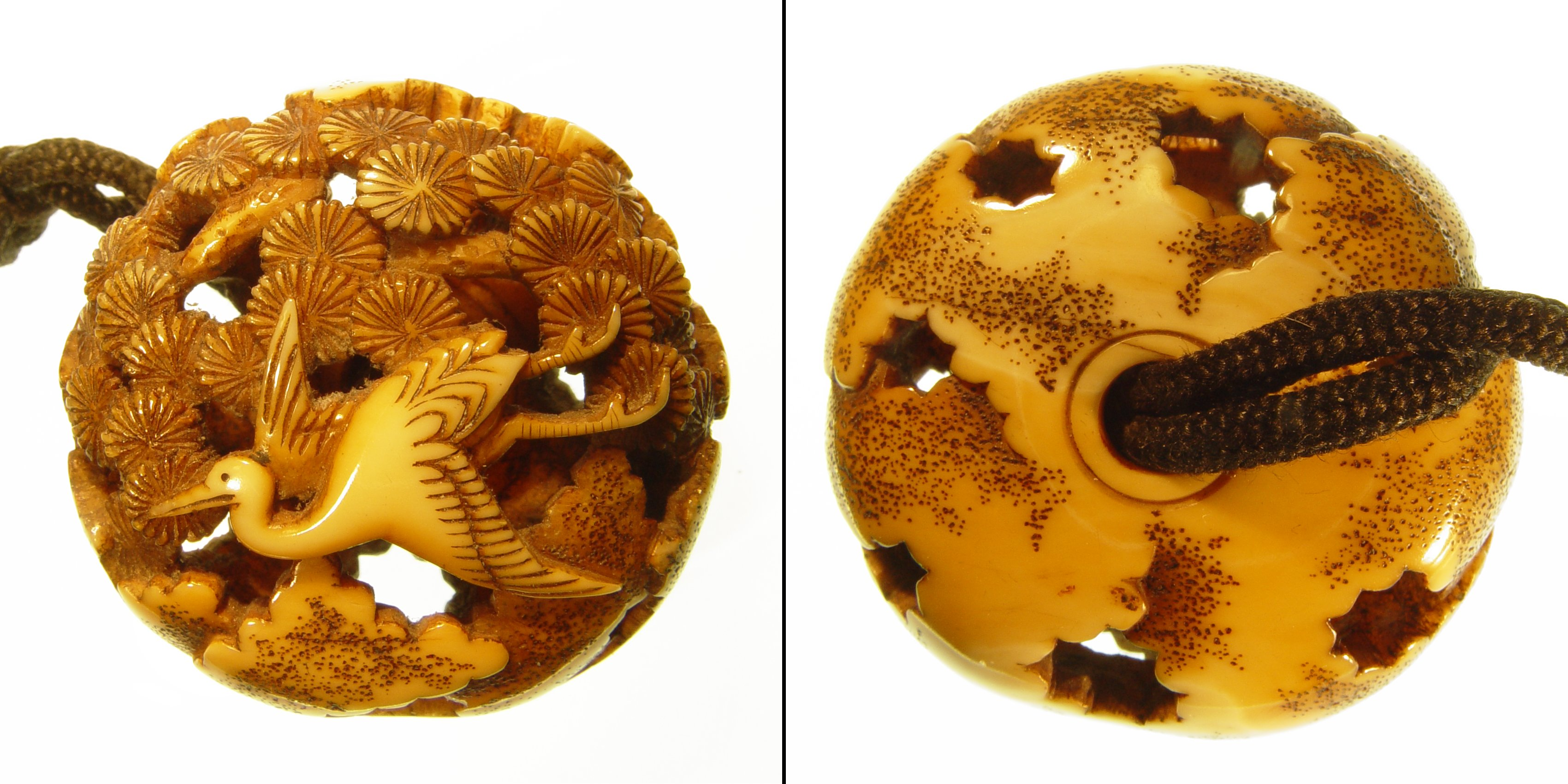
Rjúsza-necuke
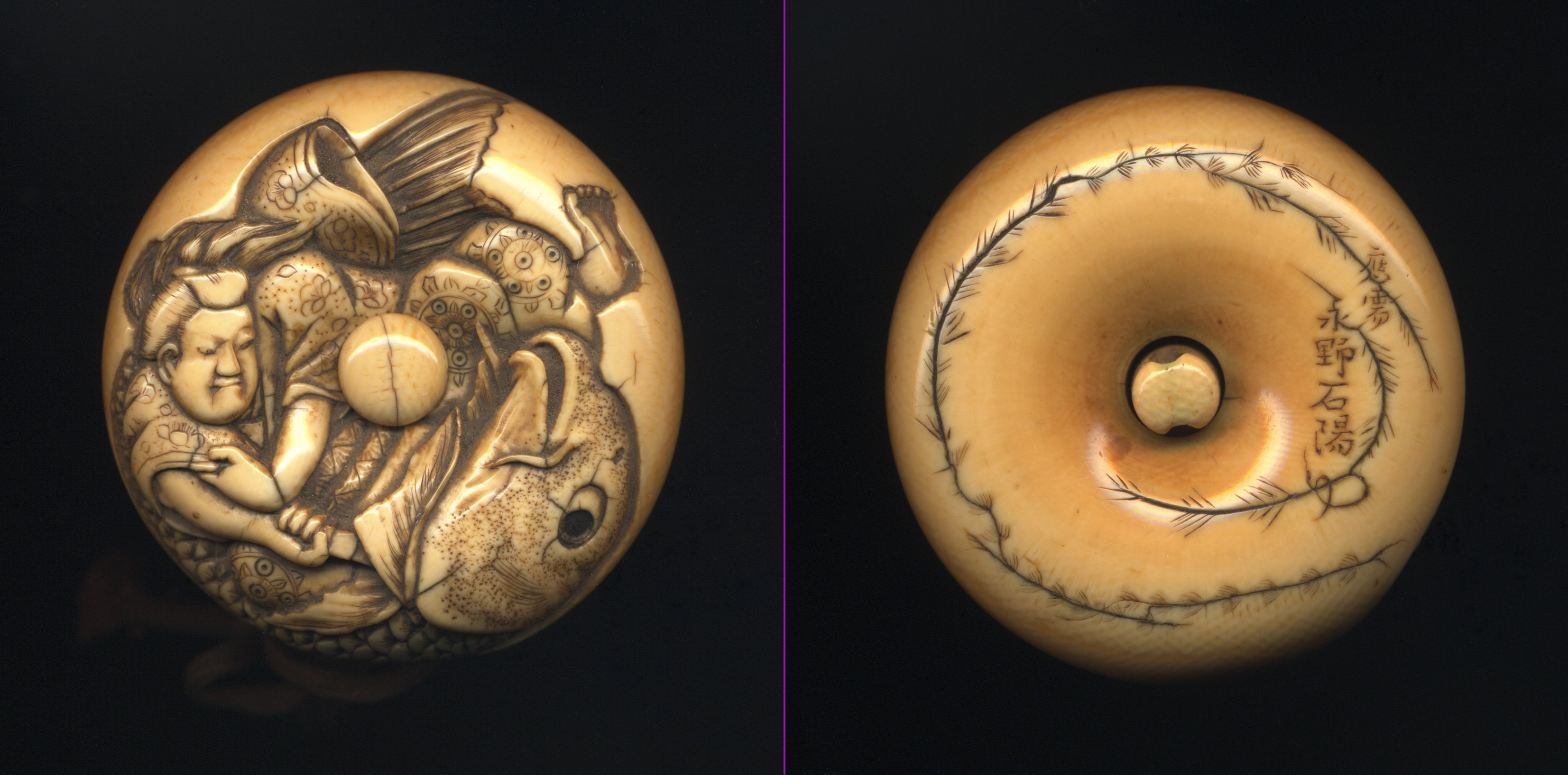
Mandzsú-necuke
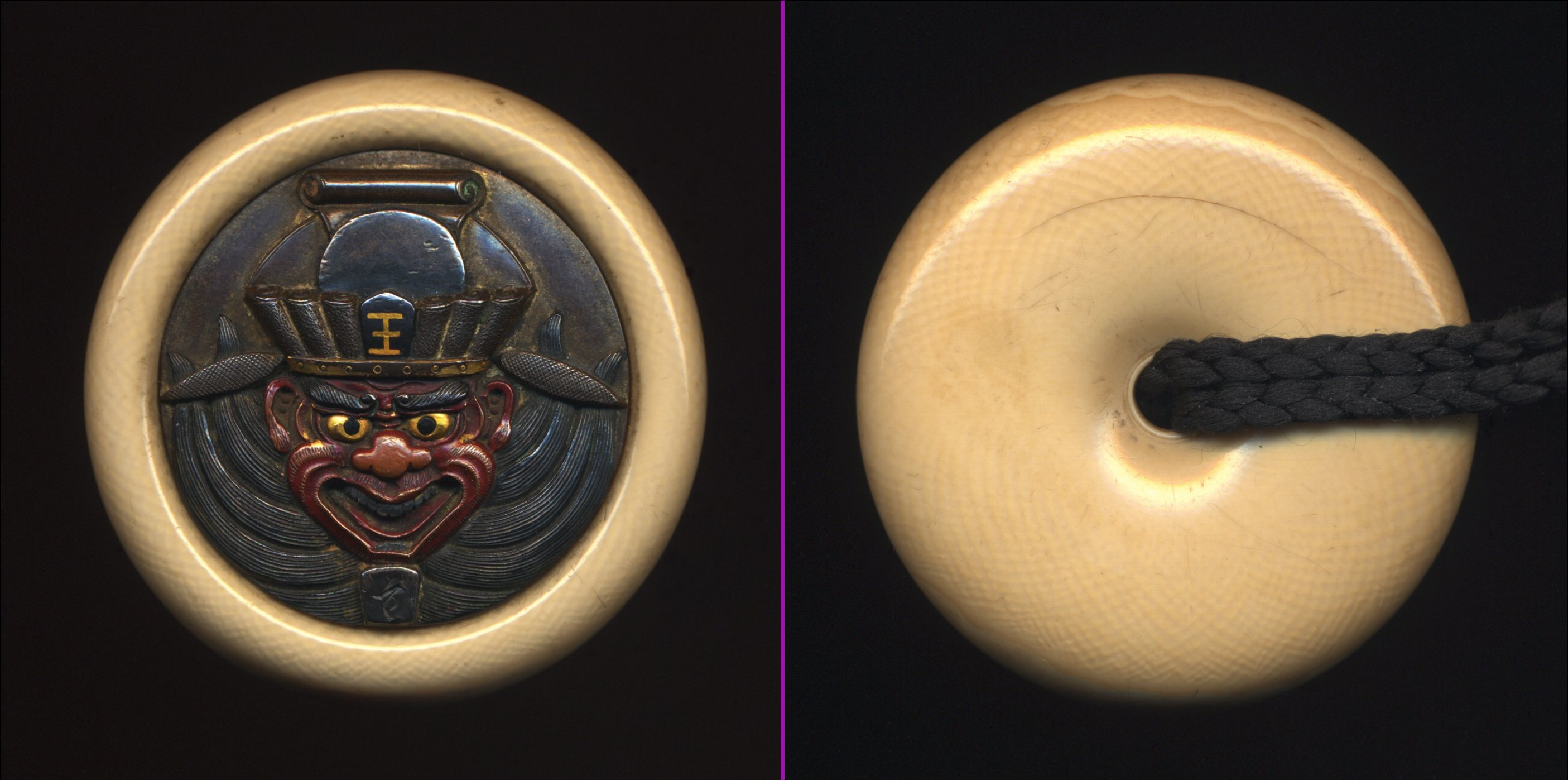
Kagamibuta-necuke
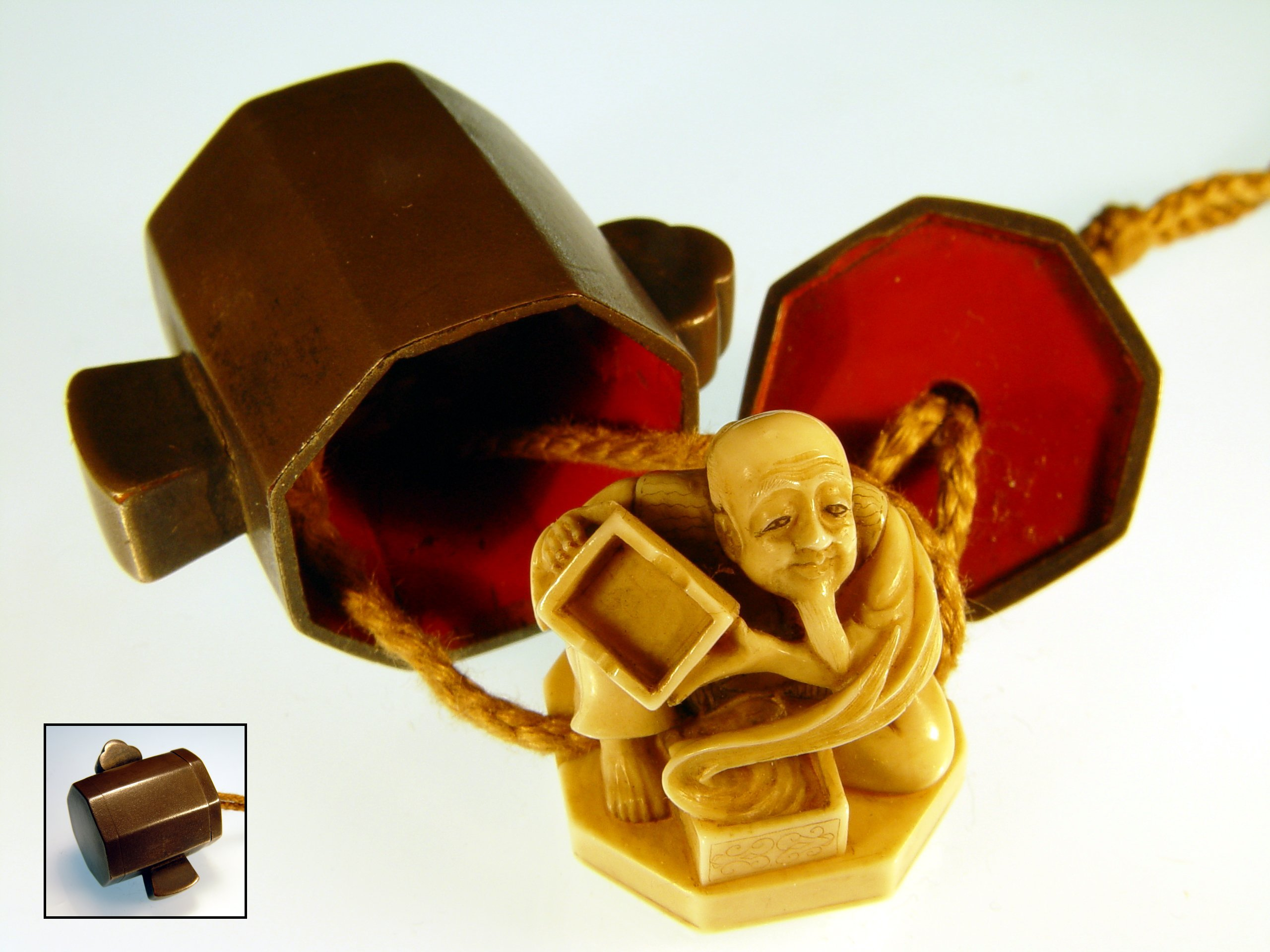
Karakuri-necuke
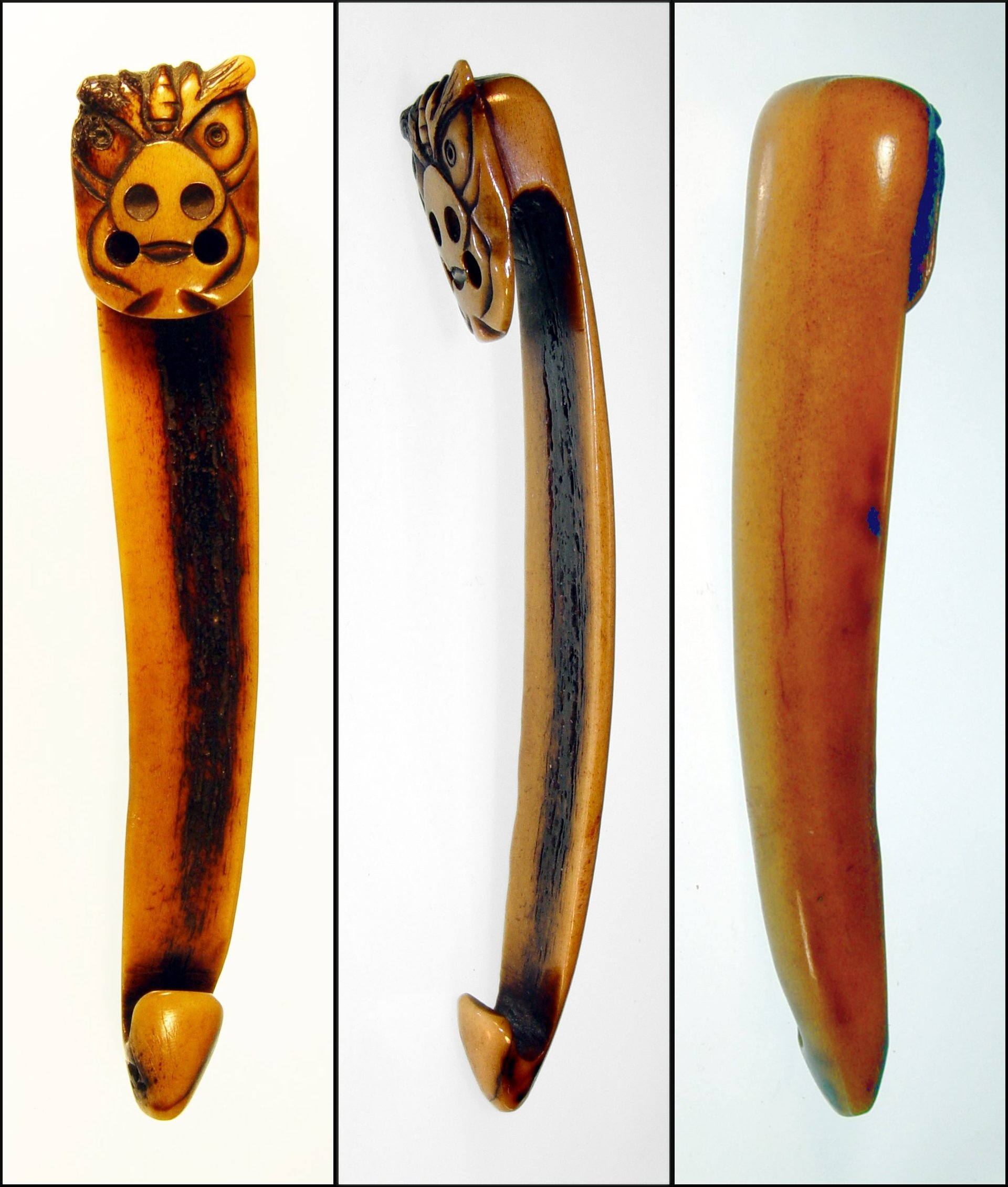
Obi-haszami/szasi-necuke
  - Anabori-necuke
  - Men-necuke
  - Rjúsza-necuke
  - Mandzsú-necuke
  - Kagamibuta-necuke
  - Karakuri-necuke
  - Obi-haszami/szasi-necuke

## Anyaguk

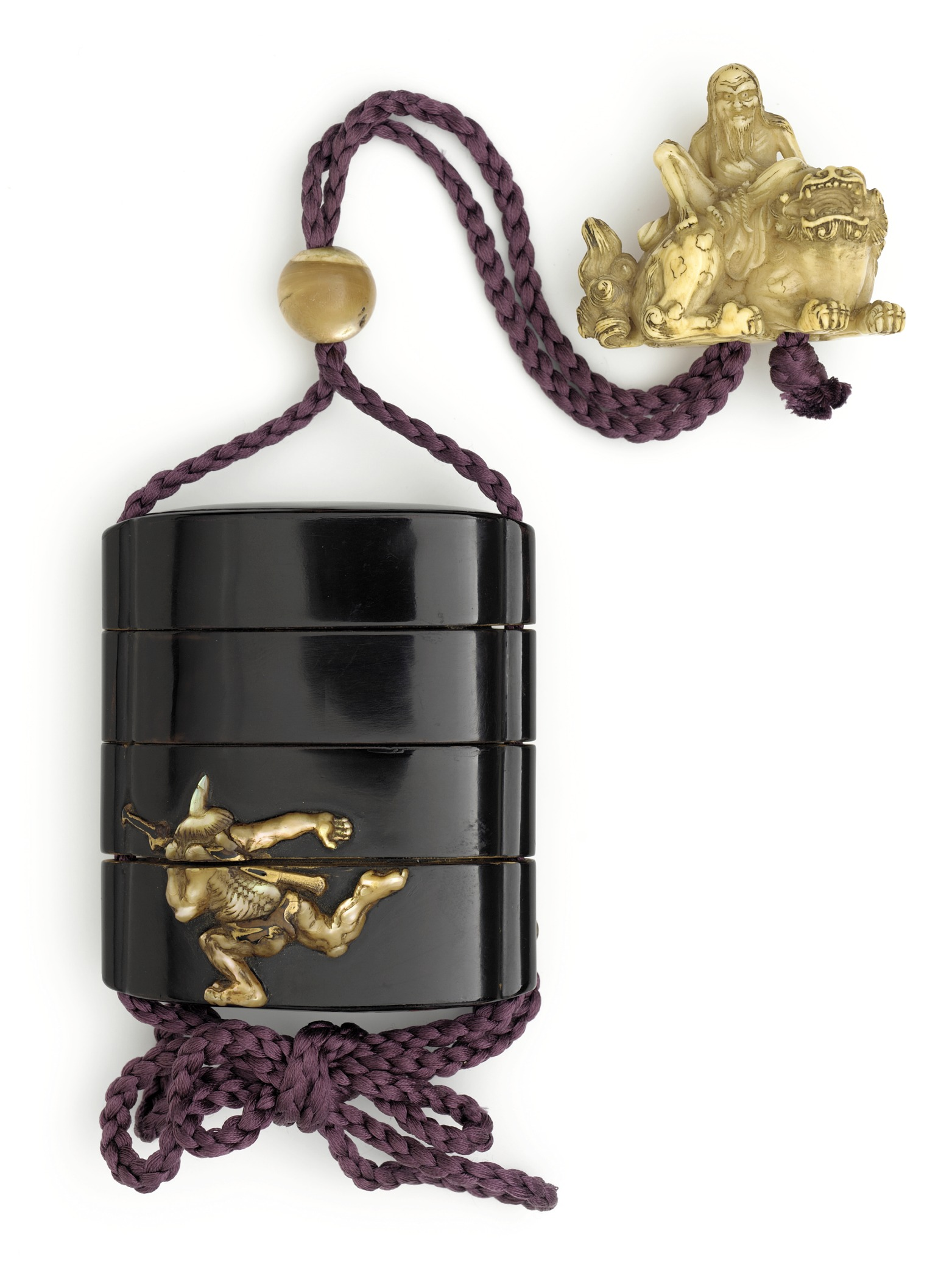
Tengeri állat csontjából készült necuke, az inróhoz zsinórral rögzítve. Készítette Kimura Dzsukkjoku, Edo-kor, 18. század.

- elefántcsont – a leggyakrabban felhasznált alapanyag volt, amíg be nem tiltották az élő állatoktól szerzett agyar használatát. A mamutagyarból (még ma is nagy mennyiségben előfordul Közel-keleten és Szibériában) készült necukék ma nagy turisztikai érdeklődésnek örvendenek.
- bukszus vagy más kemény faanyagok – közkedvelt anyag az Edo-kortól napjainkig.
- fém – sok necuke hangsúlyos részét ebből készítették (főként a kagamibuta-necukék érméit).
- vízilófog – ma az elefántcsont helyett használják.
- vaddisznóagyar – főleg az Iwami faragóiskola dolgozik vele.
- orrszarvúszarv
- agyag vagy porcelán
- lakk
- nád (szövött)

Szokatlan anyagok
- szarvascsőrűmadár-csont: A sokszínű szarvascsőrű fajok közül csak a kalapácsfejű szarvascsőrű (Buceros vigil vagy Rhinoplax vigil) rendelkezik elefántcsont szerkezetű csontberendezéssel. Ez a felső állkapocstól (a madár homlokától) kezdődő sisakot alkotó tömör, faragható anyag. Habár nem elefántcsont vagy szarv, évszázadokig így hívták. Valamivel puhább az igazi elefántcsontnál, árnyalata pedig krémsárgább, ami a széleinél vörösbe hajlik.
- umimacu: Egy fekete korallfaj sűrű szerkezettel, körkörös növekedési gyűrűkkel, borostyán és vöröses árnyalattal. Michael Birch szerint az umimacu szó szerinti fordítása "tengeri fenyő", és fekete korallként tartják számon. Viszont az igazi korallok kemény, meszes váza a rajtuk élő tengeri polipok által választódik ki, míg az umimacu keratinos vázát a rajta élő antipatharia tengeri organizmusok képezik.[4] Bushell (13/ 2:6) is egyetért M. Birch fordításával, emellett kihangsúlyozza, hogy a színe fekete vagy feketés barna, néhol világosbarna vagy piszkossárga csíkokkal. Bushell szerint a gyűjtők sokkal elfogadhatóbbnak találják az umimacut, mint a faragók. A vezető faragók elkerülik ezt az anyagot, mert hajlamos a megrepedésre, morzsolódásra és törésre. Kockázatosnak tartják kialakítani a finom részleteket, így nagyon nehéz tökéletes fekete korall darabokat készíteni.
- umoregi: Bushell definíciója szerint részben fosszilis fa, az ébenfa általános megjelenésével, azzal a kivétellel, hogy nem szemcsés. Valójában nem teljesen fosszilis fa, hanem a barnaszén egy fajtája, amit gyakran összetévesztenek az ébenfával. Kiváló csiszolásra szoruló fényes anyag, de hajlamos a kettéhasadásra. Az umoregi nem más, mint megkövesedett cédrusok és fenyőfák a Harmadidőszakból (5 millió évvel ezelőttről), amik a föld alá kerültek és elszenesedtek. A földrétegek, amelyekben umoregi-zaiku található, Aobayama és Yagiyama körzetben terülnek el, Szendaiban. Az ilyen anyagból készült darabok általában sötétbarnák, gyönyörű faerezettel és lakkos ragyogással.
- rozmáragyar: A rozmárnak két, a felső állkapocsból kiálló agyara van (meghosszabbodott tépőfogak), amelyek olykor a 60 centimétert is elérik. Évszázadok alatt sűrűn gyakorolták a megmunkálását különböző országokban,különösen Japánban. A rozmáragyarból kifaragott darabokat könnyű beazonosítani, mivel az agyar belsejének nagy része pettyes, majdhogynem áttetsző anyaga keményebb és sokkal ellenállóbb a faragásnál a fog többi részéhez képest. Főleg mandzsú, azon belül pedig rjúsza-mandzsú necukék egymással szemben álló szélei mutatják ki változatlanul ezt az áttetsző anyagot.
- bálnafog: A nagy ámbráscetnek hatalmas, az alsóállkapcsukig nyúló fogai vannak. Általában a középen elhelyezkedőek a legnagyobbak, amelyek 15–20 centiméteresek is lehetnek. Ezeket gyakran felhasználták a csontfaragványkészítők.
- bálnacsont: Az üreges csontok belsejét szivacsos anyag tölti ki, a csontot átszelve pedig az apró lyukacskák pontszerű mintának tűnnek. Hosszában vágva a csont belseje keskeny csatornákat rejt, amik különböző hosszúságú, sötét csíkoknak hatnak. Csiszoltan sokkal átlátszatlanabb és az elefántcsonthoz képest kevésbé fényes.

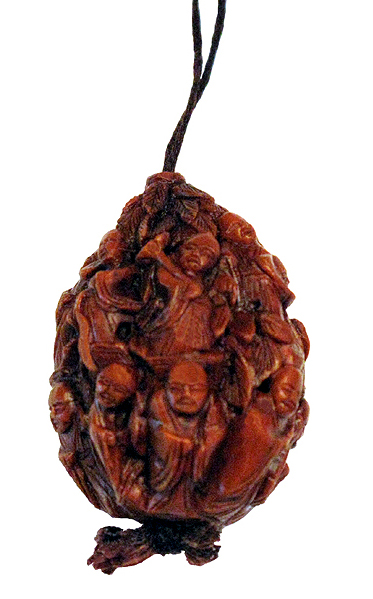
Dió-necuke (a 17. századból)

- fogak: Rengeteg fajtól származó fogat használtak fel, mint például vaddisznóét, medvéét, még tigriséét is.Dió-necuke (a 17. századból)tagua dió: Az elefántcsontdióra (Phytelephas aequatorialis) gyakran növényelefántcsontként is hivatkoznak. A dió héjának darabjai néha még fellelhetőek a megmunkált necukéken. Gyakran összetévesztik vagy a vevőket megtévesztve eladják elefántcsontként, pedig a kb. 5–7 centiméteres diókból készült darabokon nem található meg az állati csontra jellemző barázdáltság, és a dió húsára, ami a kókusszerű külső héj alatt található, jellemző némi világossárga árnyalat. A dió nagyon kemény, mikor száraz, de nedvesen könnyen megmunkálható.
- dió (kurumi): Ennek a ritka kataborinecuke (形彫根付) alapanyag felhasználásakor először eltávolítják a dióbélt, az erre szolgáló különböző módszerek egyike például a féreg bejuttatása a dióba, ami megeszi a belsejét. Ezt követően aprólékosan kifaragják és zsinórt húznak keresztül rajta. A faragómester gyakran eltávolította a diót jellemző legfelsőbb réteget, majd a külső felületen át a belseje felé faragva egyfajta rácsos hatást alakított ki. Amint kifaragták, az elkészült necukét kifényesítették és lelakkozták.
- bambusz: A necukéhez a bambuszoknak általában a törzsét vagy a gyökerét használták fel.[5] Bernard Rosett szerint a körkörös faragásminták legtöbbször a növény föld alatti szárát díszítik, ami összekapcsolódik a föld alatt kúszó gyökértörzzsel. Ritkán fordul elő bambusznecuke, de a gyökérből készült darabokra jellemző látványos texturáltság és az anyag patinás pompája.
- achát: Egy sokféle színárnyalattal sávozott és csiszolásra alkalmas ásványfajta.
- ivorine (elefántcsont-utánzat): Ezt az anyagot a legálisan beszerzett elefántcsont, fogak, agyarak faragásakor keletkező porból és a hozzákevert gyantából állítják elő, ami megkötéskor összesűrűsödik. Ez volt az egyik megoldás az idegenforgalmi piacon való igényre, miután a friss csontokból való faragás illegálissá vált. Amint megszáradt, ugyanúgy megmunkálható, mint az elefántcsont. Habár sokan szándékos megtévesztéssel adták el elefáncsont-műtárgyként az ilyen darabokat, pedig nem jellemző rá az a barázdáltság, ami az igazi elefántcsontra.Viszont a faragvány időbeli kopásával az anyagon ugyanolyan sárgás elszineződés jelent meg, mint az igazi, régi elefántcsont-műtárgyakon.

## Témájuk
Mint sok más művészeti forma, ez is arra a természetre és társadalomra reflektál, amiből származik. Efféle hatások fejeződnek ki a necukékban is, köszönhetően a több évszázados elzárkózásnak – aminek okozója a földrajzi adottságok és a belpolitikai mozgalmak –, valamint a japán városi lakosság jogilag és hagyományok alapján is korlátozott önkifejezési módjaiból fakadó útkeresésnek. Eredményképp a necukék a japán kultúra minden aspektusából merít,beleértve a gazdag néphagyományt és vallást, az iparművészetet, a kereskedelmet, a mesterségeket, mindenféle embereket és lényeket, legyenek valósak vagy kitaláltak, és mindenféle használati eszközt vagy tárgyat. A többi japán művészeti ághoz képest a témákat a necuke irányzatában jelenítették meg, mentesen a kínai származású hatásoktól, inkább a szigorúbban vett nemzeti motívumokat alkalmazva.
- emberek – ismert és ismeretlen, korabeli és történelmi, valós és kitalált személyek, gyerekek, harcosok, szerzetesek, stb.
- iparművészet, kereskedelem, mesterségek – gyakran a cselekvést megragadó pillanati ábrázolás (halászat, favágás) vagy szimbólumok, az adott foglalkozás cégérei (pl. egy stilizált alma egy almatermelőnél)[10]
- állatok – csillagjegyek és egyéb állatok. Érdemes megjegyezni, hogy a necuke stílusban a polipokat az arcukból kiálló szifonszerű képződménnyel ábrázolják, és a nyolc kar helyett sokszor kilenc csáppal. Ezeket a polipokat gyakran nőket ölelve jelenítik meg.
- növények és termések – a kisebb méretűeket, mint a babokat és gesztenyéket, gyakran életnagyságúnak faragták ki.
- istenségek és mitológiai lények – sokszor a kínai mitológiából és vallásokból merítenek, de jelen van a Hét szerencseisten is, akik a jószerencse istenei a japán hitvilágban
- élettelen tárgyak – A legkisebb kategória. Általános példák rá a tetőcserép, érme és egyéb eszközök.
- absztrakt – minták és egyéb kialakítások.
- szexualitás – a sunga necukék a férfi-női együttlétet hivatottak ábrázolni, néha szimbólumokba burkolva.

Egyes necukék egyszerű tárgyakat, mások egyenesen történelmi, mitológiai vagy irodalmi momentumokat jelenítenek meg.

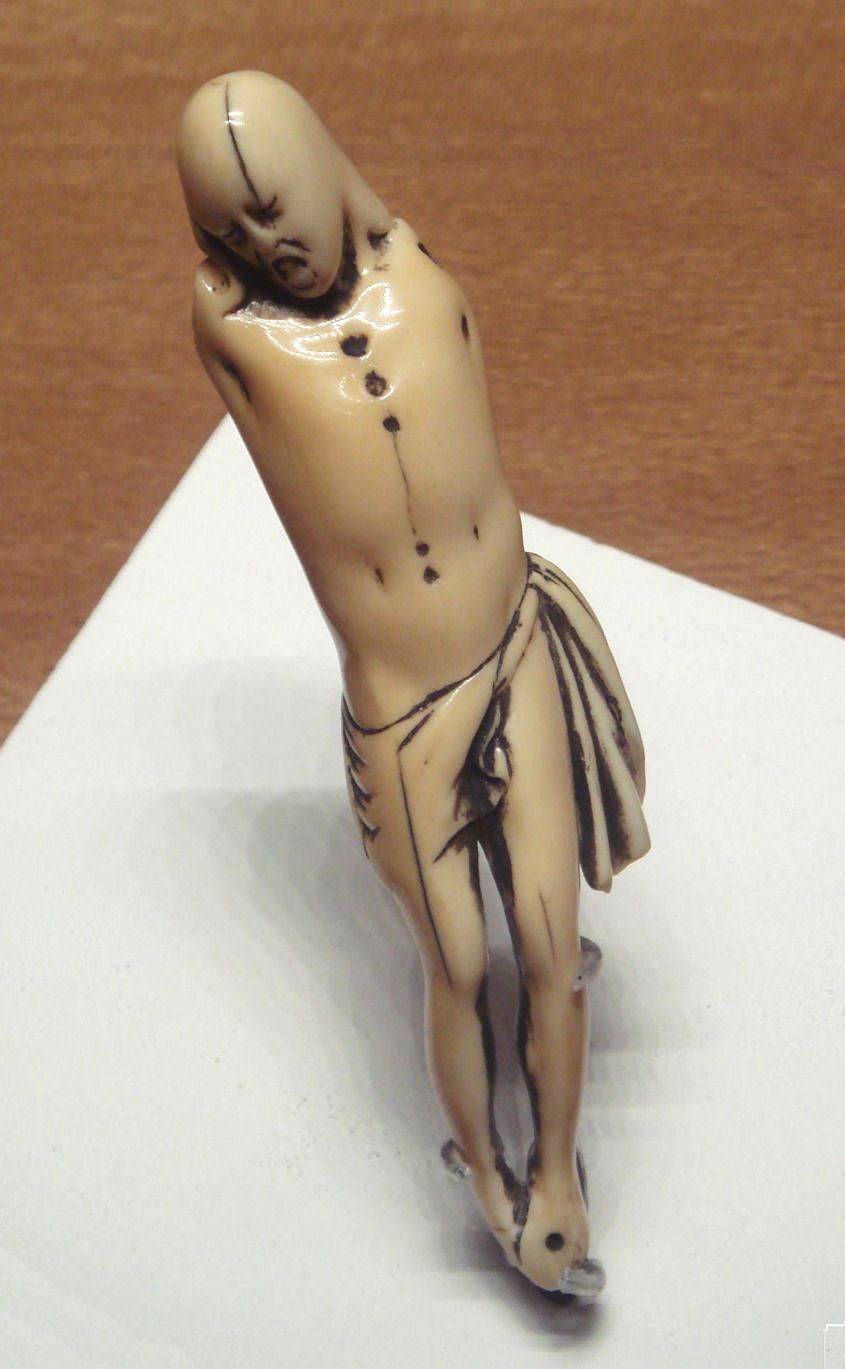
Kirishitan necuke, Krisztust ábrázolja
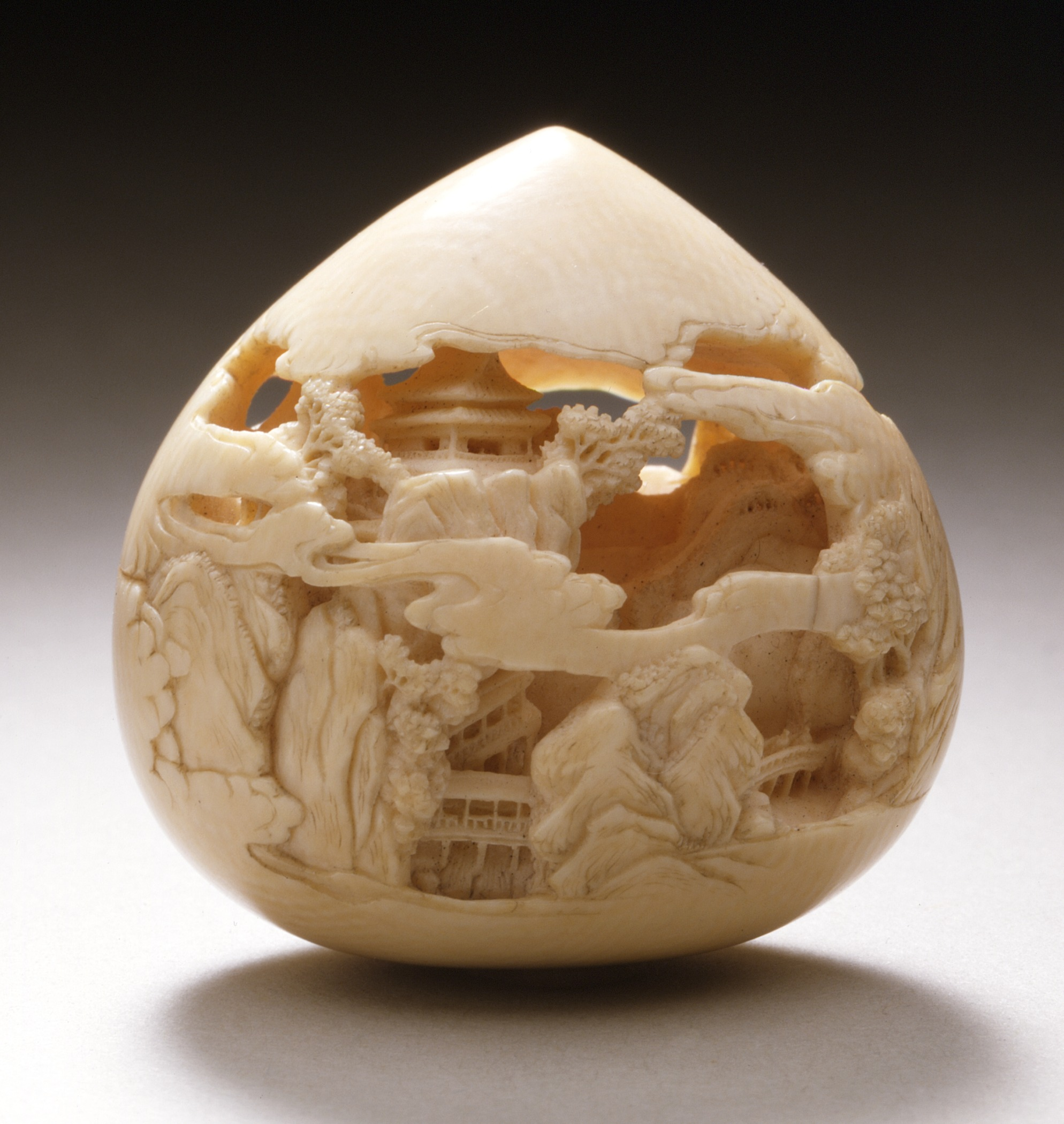
A bölcsesség drágaköve faragvány hegyi pavilonokkal, foltos elefántcsontból.
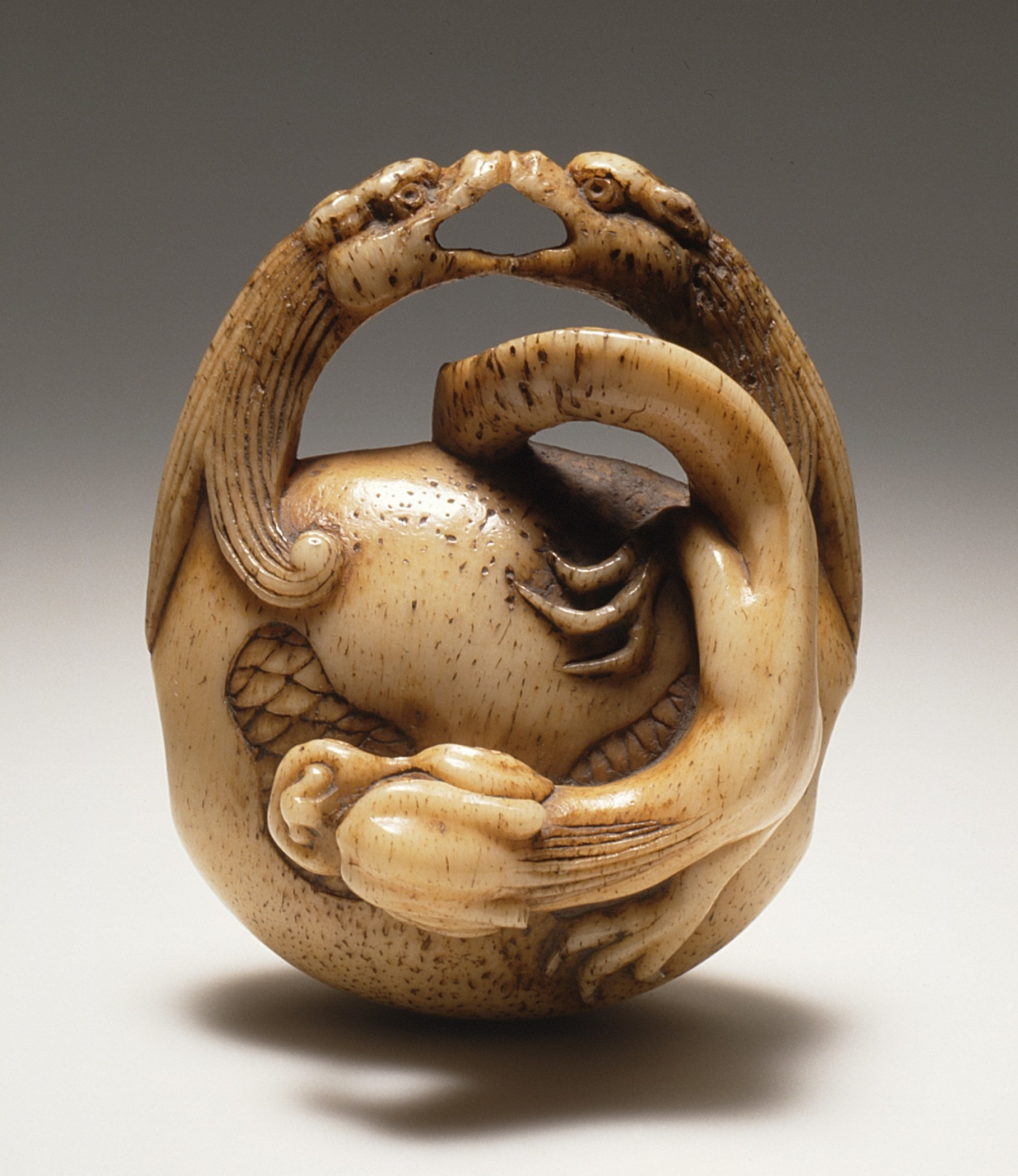
Gongba foglalt sárkányok
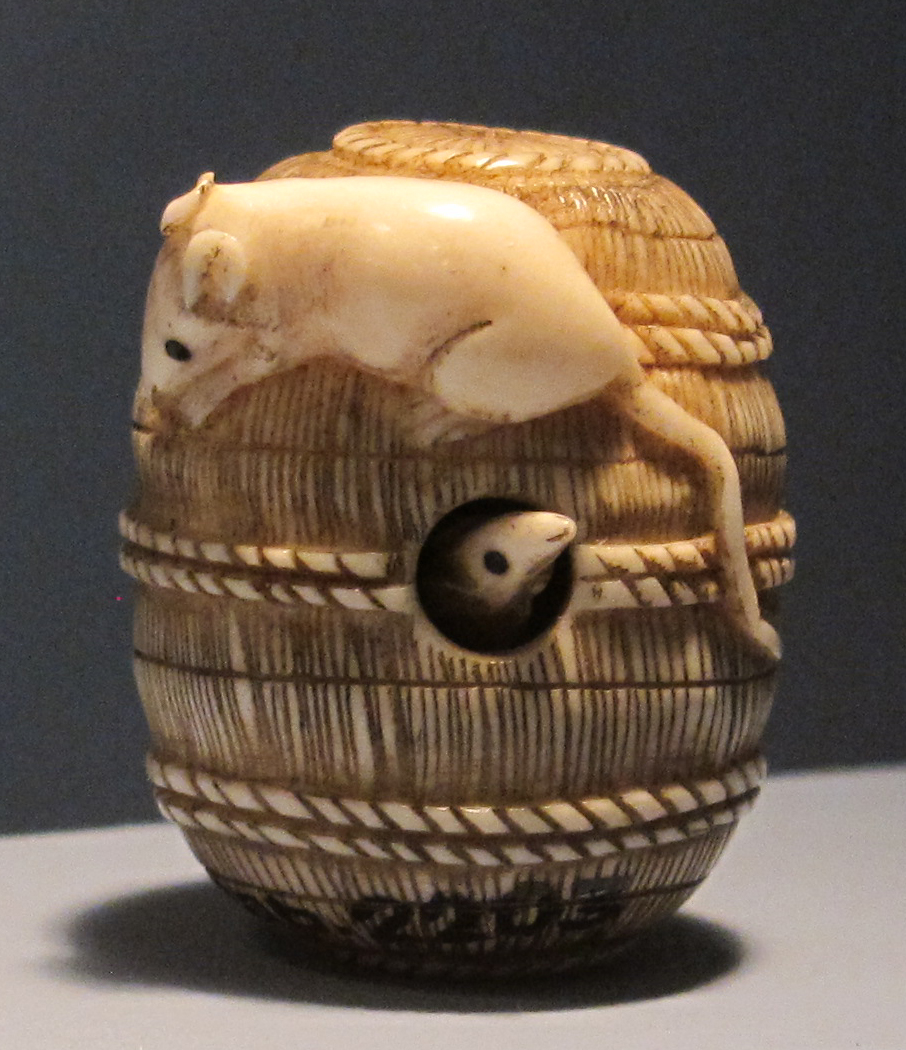
Egér hordón
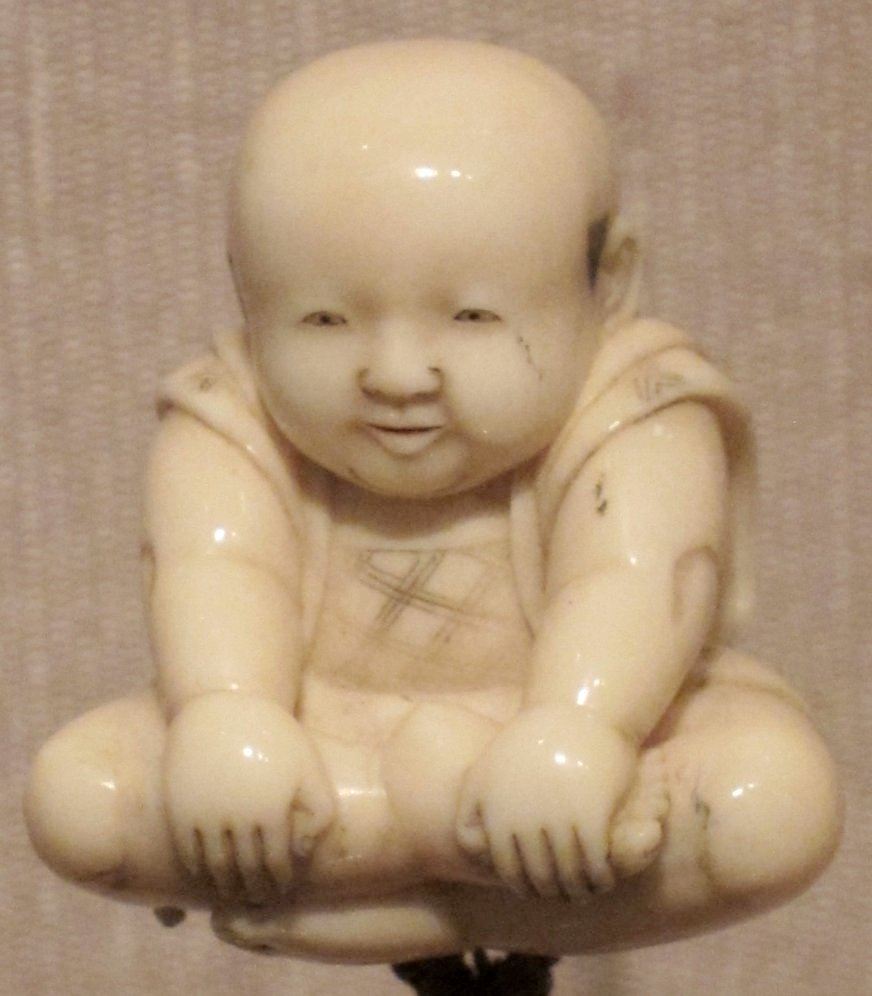
Ülő kisfiú elefántcsontból
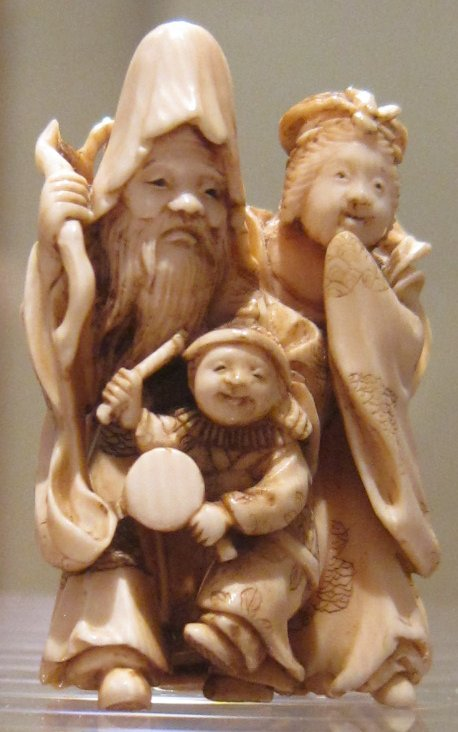
Fukurokudzsu, Benten és egy fiú
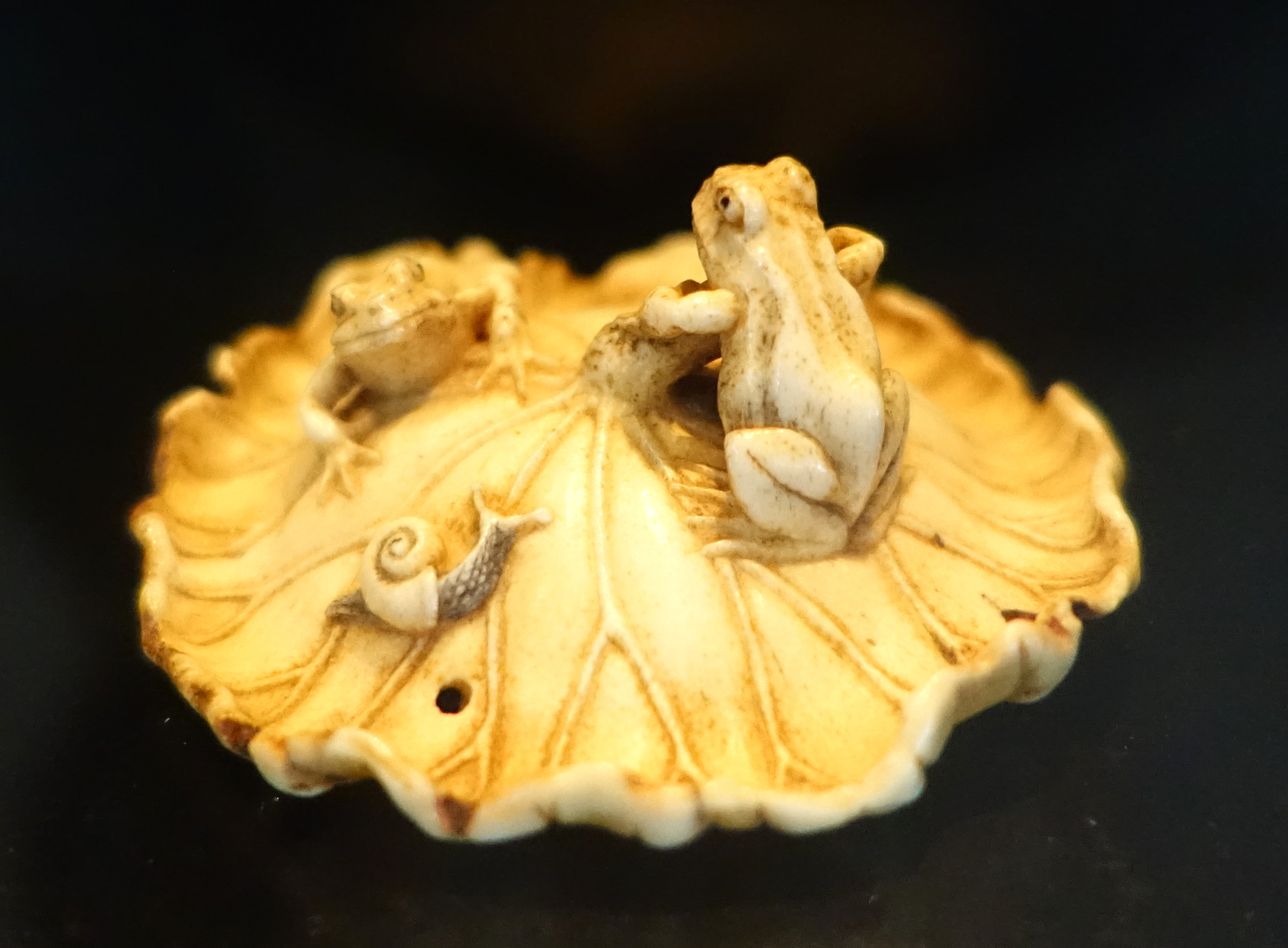
Békák levélen

## Kulturális vonatkozások
A necuke a fő témája Edmund de Waal A borostyánkőszemű mezei nyúl c. könyvének. A mű felvázolja a 264 darabos necukegyűjtemény történetét – amelyek némelyike neves mesteremberek munkája –, amit a tehetős franciaországi zsidó Ephrussi család vásárol fel a 19. században. Később a család bécsi hozzátartozóihoz kerül a gyűjtemény, amit a család egy szolgája elrejtett a holokauszt ideje alatt, amikor a család többi tulajdonát elkobozták a nácik. Végül a család egyik Tokióba kiköltöző tagjának köszönhetően 1947-ben a necukék visszakerültek Japánba.

## Lásd még
- odzsime
- inró
- kincsaku
- szagemonó
- jatate
- japán iparművészet

## Külső hivatkozások
- International Netsuke Society – ez a szervezet folyóiratot ad ki a gyűjtők számára és két évente találkozókat szervez. A honlapon megtalálható mindenféle stílusú necuke.
- Japanese Netsuke – különféle necukék történelmi és keletkezési háttere.
- KYOTO SEISHU NETSUKE ART MUSEUM – Nagyrészt kortárs, de antik darabokat is tartalmazó kiváló gyűjtemény szemléltetője.
- Netsuke: masterpieces from the Metropolitan Museum of Art – A Metropolitan Művészeti Múzeum kiállítási katalógusa
- Sumo: Netsuke and Okimono: From the collection of Karl-Ludwig Kley – online katalógus szumó témájú necukékkel

## Fordítás
- Ez a szócikk részben vagy egészben  a   Netsuke című angol Wikipédia-szócikk ezen változatának fordításán alapul.  Az eredeti cikk szerkesztőit annak laptörténete sorolja fel. Ez a jelzés csupán a megfogalmazás eredetét és a szerzői jogokat jelzi, nem szolgál a cikkben szereplő információk forrásmegjelöléseként.